# Guibert de Nogent
Guiberto de Nogent (Clermont, 15 de abril de 1055-1124) monje benedictino, teólogo e historiador francés en lengua latina, abad en 1104 del Monasterio de Nogent-Sous-Coucy, en la región de Picardía. Nacido en una familia de la pequeña nobleza picarda, recibió su primera educación de su madre, mujer culta y muy religiosa. En 1064 se convirtió en un oblato benedictino de la abadía de Saint-Germer-de-Fly, cerca de Beauvais, donde comenzó a estudiar los autores clásicos latinos (especialmente Ovidio y Virgilio) y luego, bajo la influencia de Anselmo de Canterbury, empezó con los estudios teológicos. En 1104 fue elegido abad del Monasterio de Nuestra Señora de Nogent-Sous-Coucy, ahora en la comuna de Coucy-le-Château-Auffrique, cerca de Laon, una pobre abadía fundada en el año 1059.
Vivió en una época convulsa en que luchaba tanto el poder real como la religión, y en sus escritos se puede apreciar el feudalismo y las luchas entre el papa y el emperador por los derechos de la iglesia. En su obra, importante, destacan los tratados teológicos y sus escritos históricos. 
En su obra histórica destaca su Gesta Dei per francos, escrita en la abadía de Nogent-sous-Coucy entre 1106 y 1111 y dedicada a Lisiard, obispo de Soissons, donde relata, inspirándose en la Gesta Francorum, la Primera cruzada, conocida como la "Cruzada de los pobres o popular", y su autobiografía, titulada De vita sua sive Monodiarum suarum tres libros·), a imitación de las Confesiones de San Agustín y redactada en el mismo lugar entre 1114 y 1115.
Entre sus escritos teológicos se deben mencionar el comentario Tropologiae in prophetas minores , el De incarnatione Iudaeos contraste, el De laude Sanctae Mariae (1119), el De virginitate, el De bucella judae data de veritate et de Dominici corporis y, sobre todo, la De Pignoribus Sanctorum, en que analiza la veracidad de las reliquias y condena la excesiva e indiscreta credulidad de muchos.